# 失権の原理
失権の原理（しっけんのげんり、英語：Doctrine of lapse）は、イギリス統治時代、インド諸藩王国に適用された養子による相続を認めない無嗣改易による併合政策。

## 概要
18世紀から19世紀にかけて、イギリスはインドの植民地化を進めるにあたり、各地の王侯や領主らと軍事保護条約を締結し、イギリス側の駐在官を受け入れて一定の内政権を認める藩王国とした。
イギリスは藩王に嫡子がいない場合、養子を認めずに無嗣改易をとったが、これは藩王国それぞれで判断が分かれた。藩王国をイギリス領に併合すると、藩王国の家臣などが失業し、住民なども不満分子となるため、基本的にイギリスはむやみに併合しなかった。さらには役員会の統治業務も増えるため、養子である若い藩王が成人するまで、イギリスの行政官が藩王国を統治する手段を取った。
だが、ダルハウジー侯爵ジェイムズ・ラムゼイのインド総督在任中、失権の原理を厳格に適用した。失権による併合はそれまでに幾度かあったものの、ダルハウジー侯爵のように厳格に適用した総督はいなかった。ダルハウジー侯爵は「イギリスはインドにおける最高権力者であり、藩王の交代に対する許諾権がある」とし、藩王国3つの区分に分け、後二者に対しては相続を拒否できるとした。
- かつてどこの国にも従属したことのない国
- かつてムガル帝国やマラーター同盟などの領土にあり、のちに会社に従属した国
- 会社の力で成立、あるいは復活した国

ダルハウジー侯爵はその在任中、後継者が絶えたサーターラー藩王国（1849年）、サンバルプル藩王国（1849年）、ジャーンシー藩王国（1854年）、ナーグプル藩王国（1854年）、タンジャーヴール藩王国（1855年）などを漸次併合した。これらにより、併合地は前任者のときより30パーセント増加した。
この「失権の原理」に対し、ジャーンシー藩王国の王妃だったラクシュミー・バーイーは、イギリスの併合、城の接収時に、
| 「 | 「メーレー・ジャーンシー・ナヒン・デーンゲー（मेरे झाँसी नहीं देंगे/我がジャーンシーは決して放棄しない）」 | 」 |

と拒絶の言葉を告げた。
また、イギリスによって既に領土を奪われ、年金で暮らしていた君主たちに対しても「失権の原理」を適用し、1851年に旧マラーター王国の宰相バージー・ラーオ2世が死ぬと、その養子ナーナー・サーヒブに年金の支払いを拒否した。1855年に旧カルナータカ地方政権の当主グラーム・ムハンマド・ガウス・ハーンが死ぬと、同様の措置を取った。
しかし、1857年にインド大反乱が勃発すると、併合された藩王国の旧領でも王族、住民が反乱に呼応する事態となった。特にナーナー・サーヒブの起こした反乱には手を焼き、カーンプルのイギリス系住民が虐殺されている。反乱鎮圧後、イギリスは藩王国をインド支配における傀儡勢力として保護し、養子による相続も認められるようになった。